# Australia en la Copa Mundial de Rugby de 2011
Los Wallabies fueron una de las 20 naciones participantes de la Copa Mundial de Rugby de 2011, que se realizó por segunda vez en Nueva Zelanda.
Australia fue vencedor del Torneo de las Tres Naciones 2011, por lo que era un serio candidato al título y su resultado en el mundial anterior los presionaba a buscar las semifinales.

## Plantel

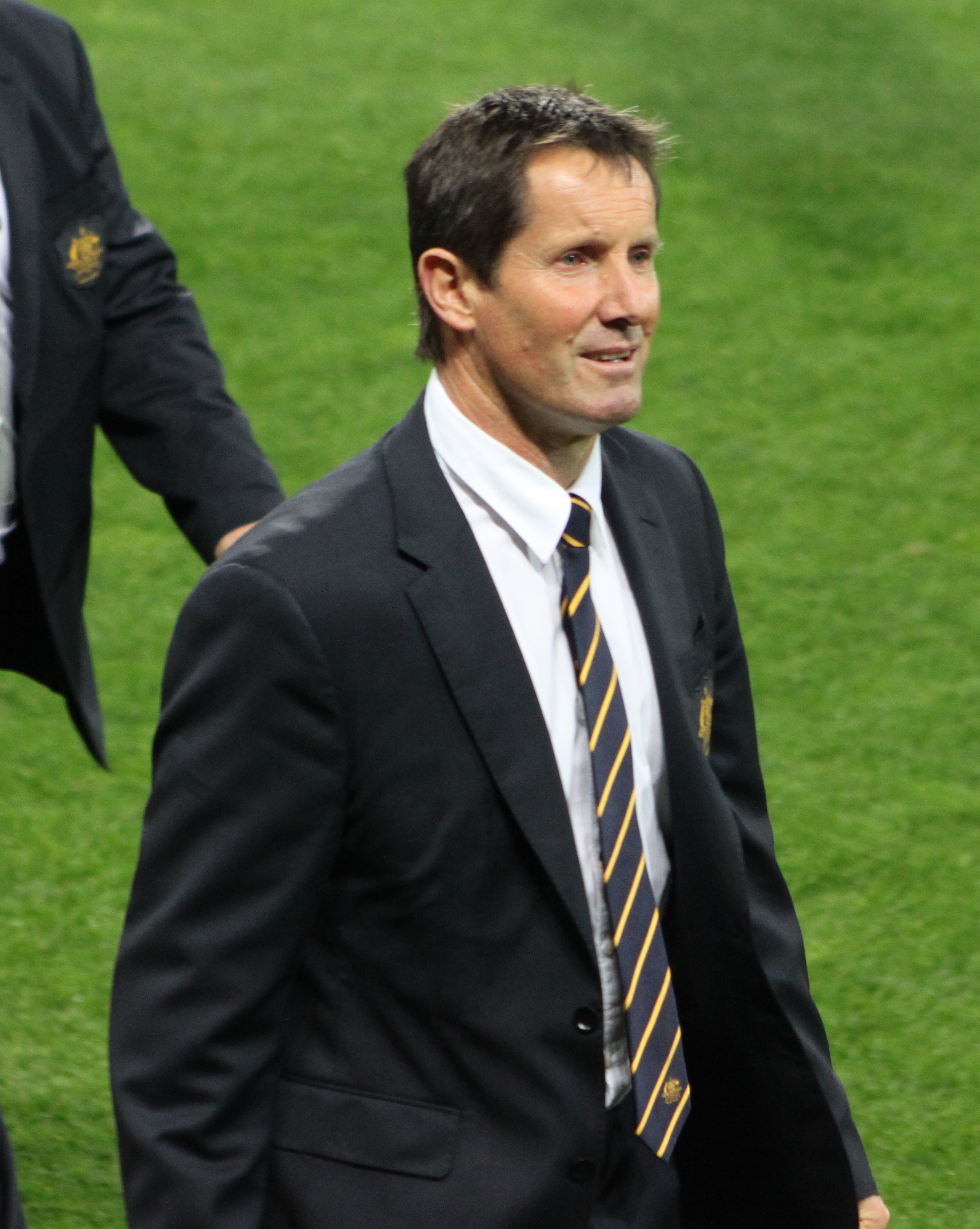
El neozelandés Robbie Deans fue el técnico.

Deans (52 años) fue el primer entrenador extranjero de los Wallabies.
Mitchell y Palu se lesionaron contra Rusia, fueron reemplazados por Turner y Hodgson respectivamente.

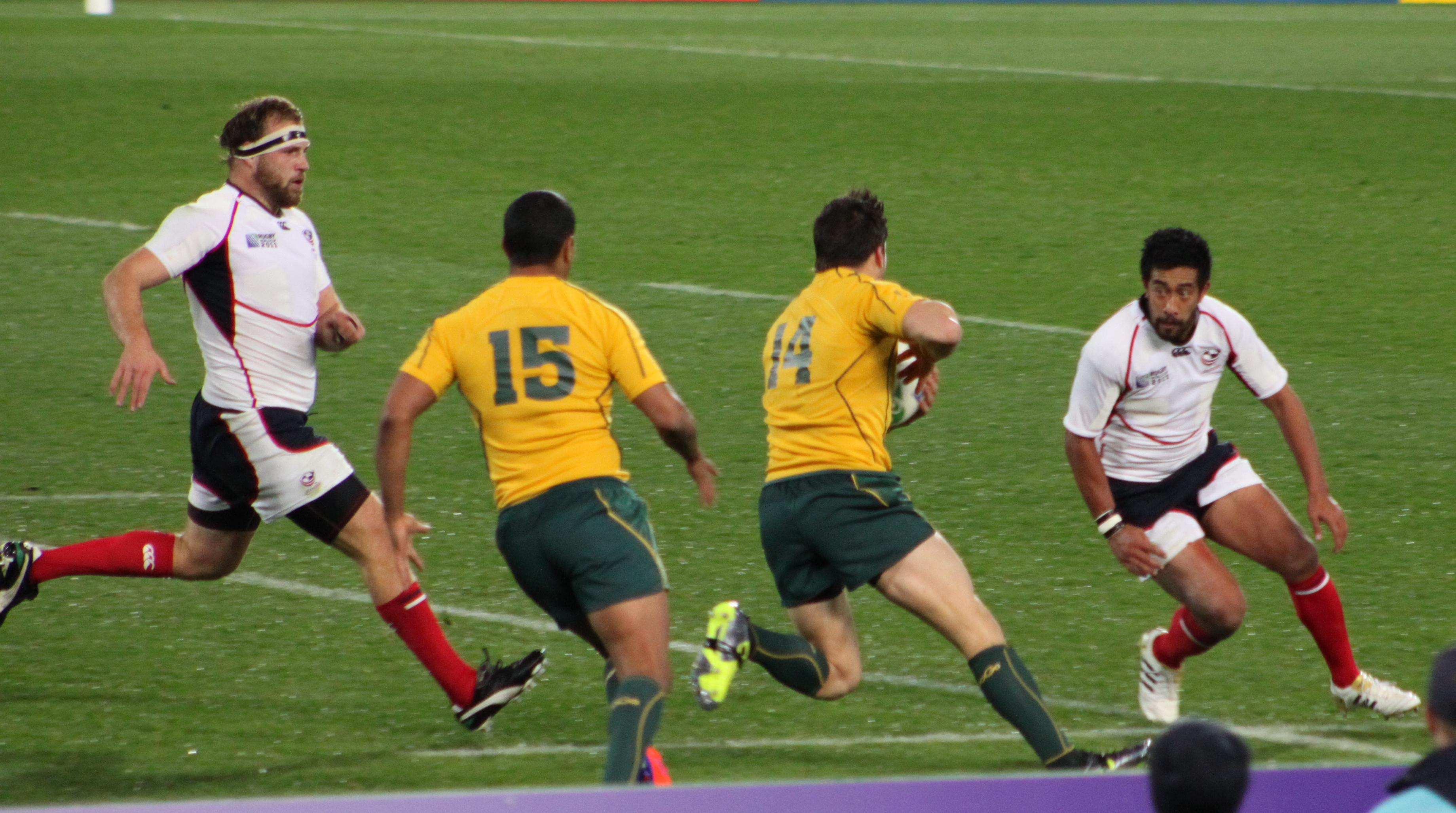
Ante los Estados Unidos.

Los partidos de prueba son hasta antes del inicio del mundial y las edades corresponden al último partido de Australia, el 21 de octubre de 2011.
|                          | Jugador            | Edad    | Posición      | Pruebas | Equipo                   |
| ------------------------ | ------------------ | ------- | ------------- | ------- | ------------------------ |
| Hookers y Pilares        |                    |         |               |         |                          |
| 3                        | Ben Alexander      | 26 años | Pilar         | 28      | Brumbies                 |
|                          | Saia Fainga'a      | 24 años | Hooker        | 13      | Queensland Reds          |
| 1                        | Sekope Kepu        | 25 años | Pilar         | 7       | New South Wales Waratahs |
| 2                        | Stephen Moore      | 28 años | Hooker        | 59      | Brumbies                 |
|                          | Salesi Ma'afu      | 28 años | Pilar         | 10      | Brumbies                 |
|                          | Tatafu Polota-Nau  | 26 años | Hooker        | 25      | New South Wales Waratahs |
|                          | James Slipper      | 22 años | Pilar         | 14      | Queensland Reds          |
| Segundas líneas          |                    |         |               |         |                          |
| 5                        | James Horwill      | 26 años | Segunda línea | 27      | Queensland Reds          |
|                          | Nathan Sharpe      | 33 años | Segunda línea | 95      | Western Force            |
|                          | Rob Simmons        | 22 años | Segunda línea | 8       | Queensland Reds          |
| 4                        | Dan Vickerman      | 32 años | Segunda línea | 56      | New South Wales Waratahs |
| Alas y Octavos           |                    |         |               |         |                          |
| 6                        | Rocky Elsom        | 28 años | Octavo        | 68      | Brumbies                 |
|                          | Scott Higginbotham | 25 años | Ala           | 5       | Queensland Reds          |
|                          | Matt Hodgson       | 30 años | Ala           | 6       | Western Force            |
|                          | Ben McCalman       | 23 años | Ala           | 12      | Western Force            |
|                          | Wycliff Palu       | 29 años | Octavo        | 36      | New South Wales Waratahs |
| 7                        | David Pocock       | 23 años | Ala           | 33      | Western Force            |
| 8                        | Radike Samo        | 35 años | Octavo        | 7       | Queensland Reds          |
| Medios scrum             |                    |         |               |         |                          |
|                          | Luke Burgess       | 28 años | Medio scrum   | 32      | Stade Toulousain         |
| 9                        | Will Genia         | 23 años | Medio scrum   | 26      | Queensland Reds          |
|                          | Nick Phipps        | 22 años | Medio scrum   | 2       | Melbourne Rebels         |
| Aperturas y Centros      |                    |         |               |         |                          |
| 13                       | Adam Ashley-Cooper | 27 años | Centro        | 55      | Brumbies                 |
|                          | Berrick Barnes     | 25 años | Apertura      | 31      | New South Wales Waratahs |
| 10                       | Quade Cooper       | 23 años | Apertura      | 27      | Queensland Reds          |
|                          | Anthony Fainga'a   | 24 años | Centro        | 6       | Queensland Reds          |
| 12                       | Pat McCabe         | 23 años | Centro        | 5       | Brumbies                 |
| Fullbacks y Wings        |                    |         |               |         |                          |
| 15                       | Kurtley Beale      | 22 años | Fullback      | 18      | New South Wales Waratahs |
|                          | Rob Horne          | 22 años | Wing          | 6       | New South Wales Waratahs |
| 11                       | Digby Ioane        | 26 años | Wing          | 15      | Queensland Reds          |
|                          | Drew Mitchell      | 27 años | Fullback      | 54      | New South Wales Waratahs |
| 14                       | James O'Connor     | 21 años | Wing          | 30      | Western Force            |
|                          | Lachlan Turner     | 24 años | Fullback      | 14      | New South Wales Waratahs |
| Entrenador: Robbie Deans |                    |         |               |         |                          |

## Participación

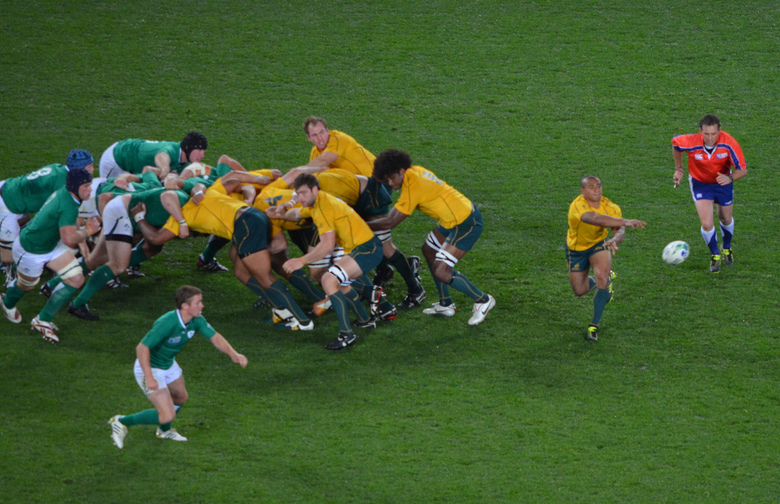
La histórica derrota contra Irlanda.

Australia integró el grupo C junto a los Estados Unidos, la Azzurri, Rusia y el Trébol.
El partido más difícil era contra Irlanda, dirigida por Declan Kidney y representada por: Rory Best, Donncha O'Callaghan, la estrella Jamie Heaslip, Eoin Reddan, el capitán Brian O'Driscoll y Tommy Bowe. Gracias a una impresionante defensa, fue la primera caída en cinco duelos mundialistas ante los irlandeses y los obligó a jugar contra Sudáfrica.

### Fase final
En los cuartos enfrentaron a los Springboks, campeones reinantes, del entrenador Peter de Villiers y los alineados: el capitán John Smit, Victor Matfield, la estrella Schalk Burger, Fourie du Preez, Jean de Villiers y Bryan Habana.
Las semifinales pusieron delante a los favoritos All Blacks, del técnico Graham Henry que diagramó: Keven Mealamu, Brad Thorn, el capitán Richie McCaw, Piri Weepu, la estrella Ma'a Nonu y Cory Jane. Gracias a un estupendo, potente y sólido juego de forwards, los neozelandeses obtuvieron la victoria.

### Tercer puesto
La prueba consuelo los cruzó ante los Dragones rojos, del neozelandés Warren Gatland y los formados: Gethin Jenkins nuevo capitán, Luke Charteris, Ryan Jones, Mike Phillips, la estrella James Hook y la leyenda Shane Williams. Rememorando el mismo partido de Nueva Zelanda 1987, esta vez triunfó Australia.